# François Taillandier
Pour les articles homonymes, voir Taillandier.
François Taillandier, né le 20 juin 1955 à Clermont-Ferrand, est un écrivain français.

## Biographie
Après des études de lettres, il enseigne le français à Nantes, puis travaille comme journaliste à Livres-Hebdo.
En 1990, il publie Les Clandestins, « une fresque sur le monde contemporain, ses affaires louches, ses sociétés secrètes, le désarroi d'une jeunesse que des 'crocodiles' guettaient pour la dévorer ou la sauver. ». Les Nuits Racine, publié en 1992, est « une manière de sotie qui tourne autour de Racine et de l'interprétation de ses tragédies. [L'auteur] ne traque pas Racine dans son siècle, il le met aux prises avec le nôtre et s'interroge ironiquement sur les raisons de notre engouement, quitte à en fournir de meilleures : entre autres, la dérision. ». Le livre a fait partie de la Sélection de printemps du Renaudot.
En 2001, il inaugure la collection « Colère » des éditions du Rocher avec Les Parents lâcheurs, puis publie Le Cas Gentile : « En Occident, la notion de péché est refoulée aux oubliettes, et la frontière entre le bien et le mal est souvent indistincte ; quel est alors l'enjeu de la responsabilité individuelle ? Chaque homme ne serait plus que l'esclave autiste d'une entité monstrueuse qui édicterait - selon les nécessités politiques et les intérêts économiques - les lois d'une morale fluctuante. C'est le théorème que développe François Taillandier [...] [dans] l'histoire d'un fait divers sous le double éclairage de la psychanalyse et de la métaphysique. ».
Lors de l'Élection présidentielle française de 2002, il soutient Jean-Pierre Chevènement au premier tour, à l'issue duquel il déclare : « Personne n'avait prévu l'arrivée de Le Pen au second tour, et nous sommes tous d'accord que c'est une catastrophe ».
Il se livre à une expérience de « création hypertextuelle » avec son roman Intrigues, éditions 00h00.com, en 2004
Il a entrepris La Grande Intrigue, suite romanesque en cinq volumes évoquant un demi-siècle d'évolution de la société française, sur le modèle de La Comédie humaine de Balzac. Le premier volume, publié en 2005, s'intitule Option Paradis.
Il devient président de la SGDL en 2006. Il démissionne quelques mois plus tard, « pour raison personnelle ».
En mars 2009, il est candidat à l'Académie française au fauteuil de Maurice Rheims. Il obtient deux voix,.
Avec L’Écriture du monde, il publie un roman historique consacré au VIe siècle (2013), le premier d’une trilogie.
Il a retiré de la liste officielle de ses ouvrages ses premiers romans publiés : Personnages de la rue du couteau, Tott, Benoît ou Les Contemporains obscurs, Les Clandestins, Mémoires de Monte-Cristo, les comparant à « des brouillons inachevés ».
En novembre 2013, après avoir signé le « Manifeste des 343 salauds » publié par la revue Causeur, qui défend les hommes faisant appel aux services de prostituées, il déclare s'être senti « piégé » et quitte la rédaction du journal.
François Taillandier revendique son catholicisme. Il est chroniqueur pour le quotidien L'Humanité. Il a collaboré à Livres-Hebdo, La Montagne, Le Figaro littéraire, la Revue des deux Mondes, Famille chrétienne, L'Atelier du roman.
En 2018, il est de nouveau candidat à l'Académie française.
Le 17 août 2018, il est l'invité à Radio Notre Dame à l'émission Un livre, des voix.
Il publie en 2019 un récit autobiographique essentiellement consacré à son enfance, François, roman.

## Réception critique
- « Dans ce courant du « nouveau réalisme, qui s'est peu à peu révélé sur la scène littéraire et s'élargit progressivement, François Taillandier tient une position cardinale, avec ses livres s'emboîtant les uns dans les autres, se répondant en écho et se complétant. Il a choisi de se poster au cœur de notre époque et de faire venir des textes qui entremêlent, en des trames très serrées, du réel, de la fiction et de la réflexion. Il produit ainsi une véritable critique de ce temps, dans le sens philosophique et social que le XIXe siècle a donné à ce terme. C'est-à-dire un ensemble de représentations du monde, d'analyses fouillées de son état et d'hypothèses sur celui-ci. » Jean-Claude Lebrun, « Figure de la modernité romanesque », La Pensée : revue du rationalisme moderne, p. 17
- « Tel un moraliste qui doute, il sonde les reins du temps présent sans esprit de système ni idéologie, mais avec la volonté de le dévoiler, de révéler ses vérités les mieux cachées, de le confronter au passé et à l'avenir. […] Ce présent, l'écrivain l'ausculte et l'autopsie avec un esprit aussi critique que mordant que l'on retrouve chez Michel Houellebecq, Benoît Duteurtre, Philippe Muray, qui collaborèrent comme Taillandier à la revue l'Atelier du roman créée par Lakis Proguidis » Christian Authier, Dictionnaire chic de littérature française, Écriture, 2015, p. 264[25]

## Œuvres
- Personnages de la rue du couteau, Julliard, 1984 [lire en ligne]
- Tott, Julliard, 1985 [lire en ligne]
- Benoît ou Les Contemporains obscurs, Julliard, 1986 [lire en ligne]
- Les Clandestins, 1990, prix Jean-Freustié 1990[26]
- Les Nuits Racine, de Fallois, 1992, prix Charles Oulmont 1992, prix Roger-Nimier 1992[27], et « La petite Vermillon », 2003
- Mémoires de Monte-Cristo, de Fallois, 1994 et Le Livre de poche
- Une époque, Plon, 1985 (publié sous le pseudonyme Nicolas Vern) [lire en ligne]
- Tous les secrets de l’avenir, Fayard, 1996
- Aragon 1897-1982, quel est celui qu’on prend pour moi ?, Fayard, 1997
- Des hommes qui s’éloignent, Fayard, 1997, et Le Livre de poche
- Journal de Marseille, éditions du Rocher, 1999
- Anielka, Stock, 1999, et Le Livre de poche, Grand prix du roman de l'Académie française
- N6, la route de l’Italie, Stock, 2000
- Les Parents lâcheurs, Rocher, 2001
- Le Cas Gentile, Stock, 2001 et Le Livre de poche
- Borges, une restitution du monde, Mercure de France, 2003
- Une autre langue, Flammarion, 2004
- Il processo di Franz Kafka, Metauro Edizioni, 2005 (traduit en italien ; inédit en français)
- Option paradis (La grande intrigue I), Stock, 2005  (ISBN 2-234-05796-5)
- Balzac, Folio biographies, 2005
- Telling (La Grande Intrigue II), Stock, 2006
- L'Épopée de Compostelle, (illustrations Bernard Deubelbeiss), L'Instant Durable, 2006  (ISBN 2-86404-079-4)
- Un réfractaire : Barbey d'Aurevilly, Bartillat, 2008  (ISBN 978-2-84100-441-6)
- La Langue française au défi, Flammarion, 2009
- Ce n'est pas la pire des religions, avec Jean-Marc Bastière, Stock, 2009
- Il n'y a personne dans les tombes (La Grande Intrigue III), Stock, 2009
- Les romans vont où ils veulent (La Grande Intrigue IV), Stock, 2010
- Time to turn (La Grande Intrigue V), Stock, 2010
- Le Père Dutourd, Stock, 2011
- Clermont-Ferrand absolu, Page centrale, 2011
- L'Écriture du monde, Stock, 2013
- La croix et le croissant, Stock, 2014
- Solstice, Stock, 2015
- Edmond Rostand : l'homme qui voulait bien faire, Éditions de l'Observatoire, 2018
- François, roman, Stock, 2019

## Prix littéraires
- Prix Roger-Nimier et Prix Charles Oulmont pour Les Nuits Racine, 1992[28]
- Prix de la critique de l’Académie française pour Aragon 1897-1982, quel est celui qu’on prend pour moi ?, 1997[29]
- Grand prix du roman de l'Académie française pour Anielka, 1999[29]